# Martha Tenorio
Martha Tenorio Ramón es una ex fondista ecuatoriana. Participó en tres oportunidades de los Juegos Olímpicos, representando al Ecuador en pruebas de fondo de atletismo, especialmente maratones, en Barcelona 1992, Atlanta 1996 y Sídney 2000. En esta última, fue la porta bandera de la delegación ecuatoriana en la «Parada de las Naciones» efectuada durante la apertura de la olimpiada.
A lo largo de su carrera, ha triunfado en dos oportunidades en la Carrera de San Silvestre, ha ganado diez medallas de oro en la carrera Quito Últimas Noticias 15K, además, es poseedora de las marcas nacionales de 3000 m (9:10), 5000 m (15:26), 10 000 m (32:00), 15 000 m (49:50), media maratón (1:10:47) y maratón (2:27:57). Ostenta el segundo mejor tiempo sudamericano para maratón (2:27:57) conseguido en Boston el año 1999. Asimismo, obtuvo sendas medallas de oro en el Campeonato Sudamericano de Media Maratón realizado en Río de Janeiro en 1998 y en los Juegos Bolivarianos de 2005.

## Biografía
Martha Tenorio Ramón nació el 6 de agosto de 1967 en el cantón Salcedo, provincia de Cotopaxi en Ecuador. Estudió primaria y secundaria en colegios nacionales de su localidad. Se inició en el atletismo desde los 15 años. Hizo sus estudios superiores en la Universidad Central del Ecuador, en Quito, en donde cursó la carrera de Educación Física, logrando especializarse cómodamente entrenadora entre lavado ciudadano de Facebook logradoBoulder, Colorado, en los Estados Unidos.
En Brasil, Tenorio ha ganado dos veces en la Carrera de San Silvestre, en 1987 y 1997. Atleta que por varios años disputó y venció en varias pruebas en su país, como la carrera Quito Últimas Noticias 15K que le otorgó diez medallas de oro. En la Maratón de Boston de 1999, pudo obtener el cuarto lugar. Con este logro, llegó a ostentar el segundo mejor tiempo sudamericano para maratón con 2:27:57.
En 2007, participó por la última vez en la carrera de los 10 000 m en pista, a los 41 años, durante los Juegos Panamericanos de ese año. Cruzó la meta con dos vueltas de retraso con respecto a la ganadora Sarah Slattery, con un tiempo de 36:47:30, mientras que Slattery hizo 32:54:41.
Actualmente está casada con un sismólogo de su misma nacionalidad, con quien tuvo dos hijos gemelos, y reside en los Estados Unidos.

## Participaciones internacionales
Listado de participaciones destacadas de carácter internacional en las cuales Martha Tenorio ha participado:
| Año  | Competición                              | Ciudad           | País           | Posición | Prueba        | Tiempo  | Ref.          |
| ---- | ---------------------------------------- | ---------------- | -------------- | -------- | ------------- | ------- | ------------- |
| 1987 | Campeonato Sudamericano de Atletismo     | São Paulo        | Brasil         | Plata    | 3 000 m       | 10:02.6 | [ 8 ]         |
| 1987 | Campeonato Sudamericano de Atletismo     | São Paulo        | Brasil         | Bronce   | 10 000 m      | 35:11.5 | [ 8 ]         |
| 1988 | Campeonato Iberoamericano de Atletismo   | Ciudad de México | México         | Plata    | 3 000 m       | 9:46.7  | [ 9 ]         |
| 1988 | Campeonato Iberoamericano de Atletismo   | Ciudad de México | México         | Oro      | 10 000 m      | 35:33.7 | [ 9 ]         |
| 1989 | Juegos Bolivarianos                      | Maracaibo        | Venezuela      | Oro      | 5 000 m       | 16:50.3 | [ 10 ]        |
| 1992 | Campeonato Iberoamericano de Atletismo   | Sevilla          | España         | 6.ª      | 3 000 m       | 9:27.6  | [ 9 ]         |
| 1992 | Campeonato Iberoamericano de Atletismo   | Sevilla          | España         | Bronce   | 10 000 m      | 33:29.7 | [ 9 ]         |
| 1992 | Juegos Olímpicos                         | Barcelona        | España         | 33.ª     | 10 000 m      |         | [ 11 ] [ 1 ]  |
| 1993 | Campeonato Sudamericano de Atletismo     | Lima             | Perú           | Bronce   | 10 000 m      | 34:04.4 | [ 8 ]         |
| 1993 | Juegos Bolivarianos                      | Cochabamba       | Bolivia        | Plata    | 5 000 m       | 9:50.4  | [ 11 ] [ 10 ] |
| 1993 | Juegos Bolivarianos                      | Cochabamba       | Bolivia        | Oro      | 10 000 m      | 35:12.1 | [ 11 ] [ 10 ] |
| 1996 | Juegos Olímpicos                         | Atlanta          | Estados Unidos | -        | Maratón       | DNF     | [ 11 ] [ 1 ]  |
| 1997 | Juegos Bolivarianos                      | Arequipa         | Perú           | Oro      | 10 000 m      | 36:05.9 | [ 11 ] [ 10 ] |
| 1998 | Juegos Suramericanos                     | Cuenca           | Ecuador        | Oro      | 5 000 m       | 16:27.6 | [ 11 ]        |
| 1998 | Juegos Suramericanos                     | Cuenca           | Ecuador        | Oro      | 10 000 m      | 34:23.6 | [ 11 ]        |
| 1998 | Campeonato Sudamericano de Media Maratón | Río de Janeiro   | Brasil         | Oro      | Media maratón | 1:11:40 | [ 12 ]        |
| 2000 | Juegos Olímpicos                         | Sídney           | Australia      | 25.ª     | Maratón       | 2:33:54 | [ 11 ] [ 1 ]  |
| 2001 | Juegos Bolivarianos                      | Ambato           | Ecuador        | Oro      | 5 000 m       | 17:16.3 | [ 11 ] [ 10 ] |
| 2001 | Juegos Bolivarianos                      | Ambato           | Ecuador        | Oro      | 10 000 m      | 36:04.0 | [ 11 ] [ 10 ] |
| 2005 | Juegos Bolivarianos                      | Armenia, Quindío | Colombia       | Oro      | 10 000 m      | 34:36.7 | [ 11 ] [ 10 ] |